# 臺南市立金城國民中學
臺南市立金城國民中學（簡稱金城國中）為臺灣臺南市安平區的一所國民中學。

## 歷史
1961年設置於中西區，因鄰近古蹟「億載金城」，故取名金城國中。
2015年11月23日，配合臺南運河星鑽特區計畫，遷至安平區的新校區。

## 姊妹校
- 新西兰：卡廸完全中學（英语：Katikati College）[1]
- ：介軍中學校（朝鲜语：개군중학교）[2]
- 中華民國：金門縣立金城國民中學[3]
- 新加坡：新加坡法國國際學校（法语：Lycée français de Singapour）

## 外部連結
- 臺南市立金城國民中學官網
- 臺南市立金城國民中學的Facebook專頁
- YouTube上的臺南市立金城國民中學頻道